# Jean-Claude Mith
Jean-Claude Mith est un footballeur professionnel français,  né le 29 août 1949.

## Biographie
Jean-Claude Mith commence sa carrière professionnelle au Nîmes Olympique de Kader Firoud.
Il atteint les demi-finales de la Coupe de France en 1973 avec cette équipe.
Après 6 saisons au plus haut niveau français, il rejoint en 1978 l'Olympique d'Alès en Cévennes alors en D2.